# 东北百合
东北百合（学名：Lilium distichum）为百合科百合属下的一个种。

## 扩展阅读
維基物種上的相關：东北百合